# 教堂街
40°42′57″N 74°00′26″W / 40.7157°N 74.0073°W
教堂街（英語：Church Street）是紐約下曼哈頓地區的一條南北方向的街道，其南端是三一廣場，北端是堅尼街。教堂街雖然不長，但交通量十分巨大。街道名稱取自於沿線的三一教堂。教堂街在1761年就已經形成，並在1984年拓寬。教堂街還有Lumber Street和Lombard Street等舊名。